# Filippo Mazzola

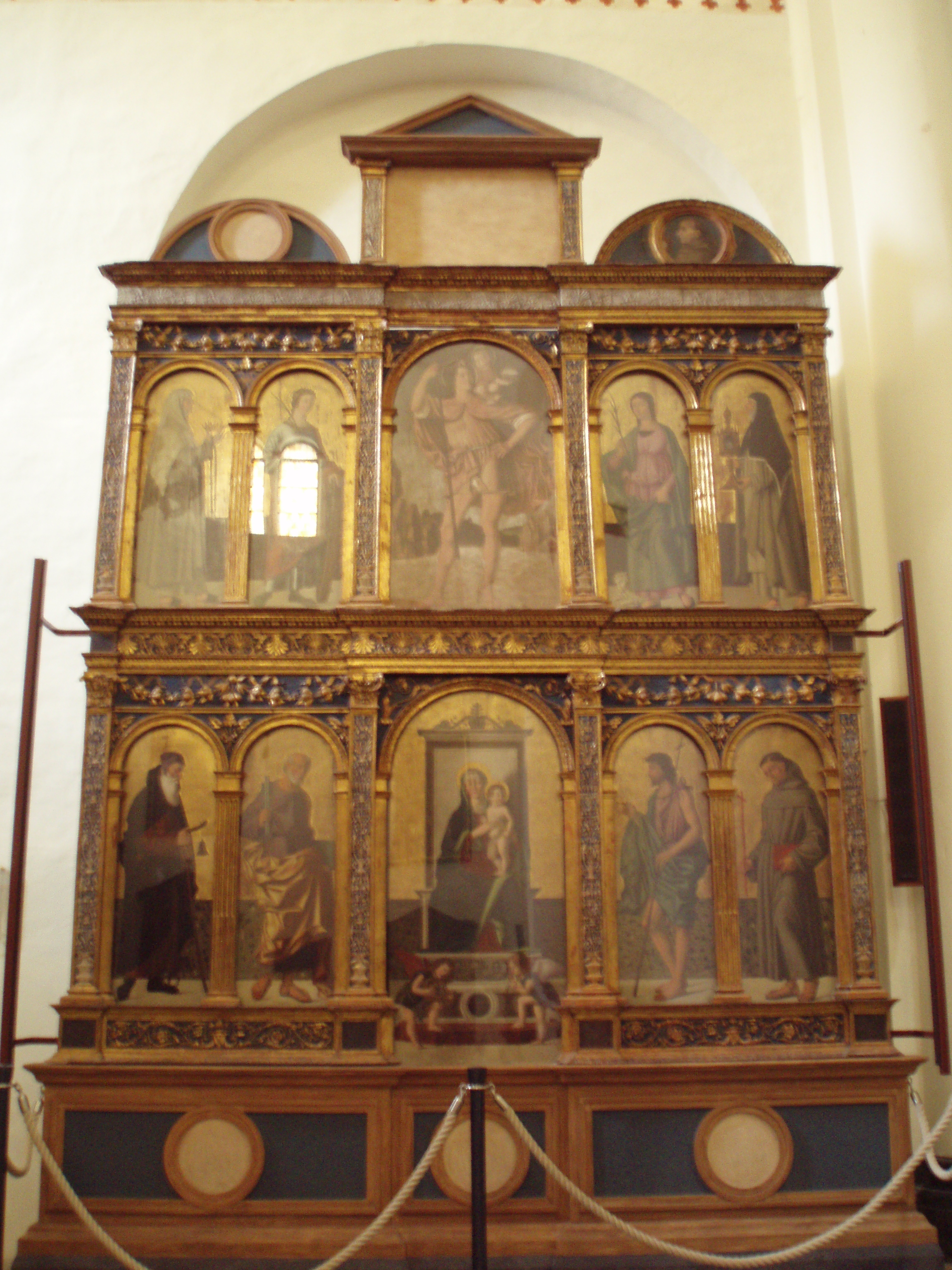
Políptico de Cortemaggiore.

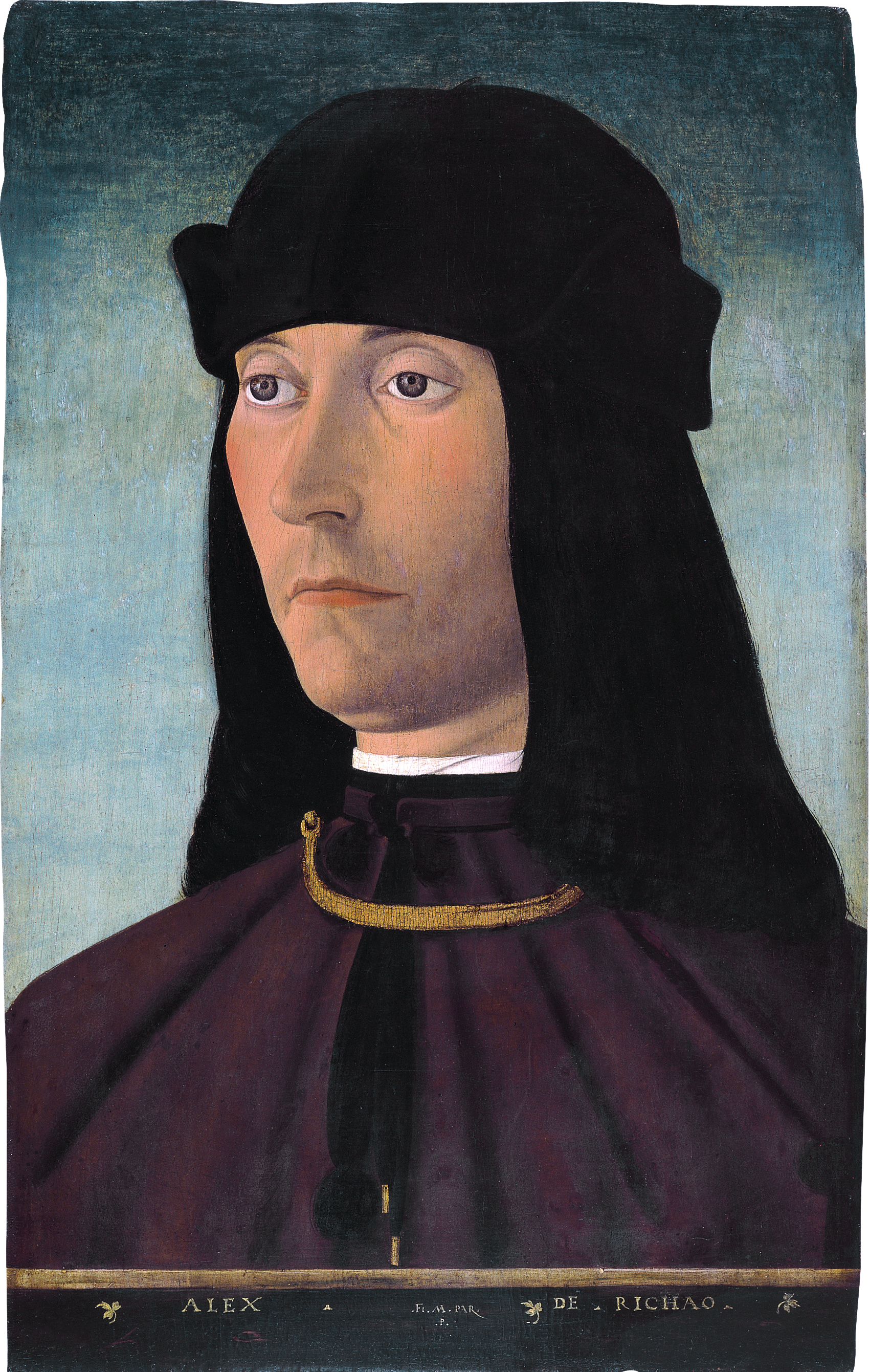
Retrato de Alessandro de Richao, Museo Thyssen-Bornemisza.

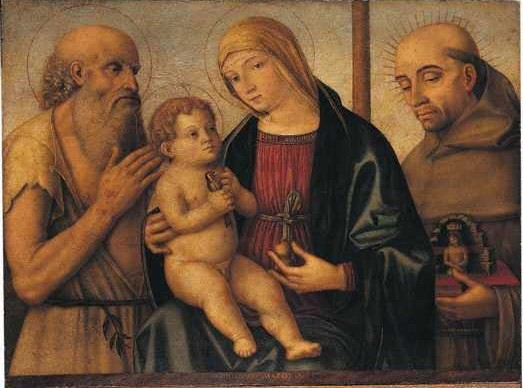
Virgen con niño, San Jerónimo y San Bernardino de Feltre, National Gallery, Londres.

Filippo Mazzola, a veces conocido como Filippo Dell'Erbete (Parma, 1460-íbid, 1505), fue un pintor italiano del Renacimiento, recordado sobre todo por ser el padre del mucho más célebre Francesco Gerolamo Mazzola, el Parmigianino.

## Biografía
Se conocen pocos datos de la vida de Mazzola. Se formó como pintor junto a Francesco Tacconi, de quien adoptó un estilo belliniano que siguió durante toda su carrera. También estuvo cerca de artistas como Alvise Vivarini o Cima da Conegliano, aunque como retratista se puede citar como el referente más cercano a Antonello da Messina. Sin embargo, su modelado de las figuras siempre fue demasiado duro, con volúmenes casi geométricos. El colorido es similar al de la Escuela veneciana contemporánea. Aunque fue un artista de limitada imaginación en sus composiciones religiosas, tiene al menos una notable capacidad de observación del natural en sus retratos.
Realizó Mazzola diversas copias de Bellini, aunque algunas tal vez a partir de obras de otros artistas. Su mayor logro artístico tal vez sea el ambicioso políptico conservado en Cortemaggiore.
Filippo Mazzola murió víctima de una epidemia de peste que asoló Parma en 1505. Dejó huérfano a su pequeño hijo Francesco -que sería criado por sus tíos Pier Ilario y Michele Mazzola- y quien con el tiempo también sería pintor, alcanzando fama eterna con el nombre de Parmigianino.

## Obras destacadas
- Virgen con niño (Museo de Padua)
- Virgen con niño, San Francisco y San Juan Bautista (1491, Galleria Nazionale, Parma)
- Retrato de Alessandro de Richao (1491, Museo Thyssen-Bornemisza)
- Bautismo de Cristo (1493, Catedral de Parma)
- Virgen con niño, San Jerónimo y San Bernardino de Feltre (1494, National Gallery, Londres)
- Resurrección de Cristo (1497, Museo de Strasburgo), copia de Giambellino.
- Políptico de Cortemaggiore (1499, Collegita de Cortemaggiore)
- Pietà (1500, Museo di Capodimonte, Nápoles)
- Retrato de hombre (1500, Lowe Art Museum, University of Miami)
- Virgen adorada por Santa Catalina de Alejandría y Santa Catalina de Siena (1502, antes Museo Kaiser Friedrich, Berlín)
- Conversión de San Pablo (1504, Galleria Nazionale, Parma)
- Cristo bendiciendo (1504, Colección Raczynski, ahora Museo Wiekopolskie, Poznan)
- Virgen con niño y las santas Clara y Catalina (1504, Staatliche Museen, Berlín)
- Cristo atado a la columna (1505, Galleria di Zabagria)